# Fu Ying
Fu Ying (傅嬰) fut général et confident de Sun Yi des Wu. Après l’assassinat de Sun Yi en l’an 205, il fut convoqué secrètement auprès de la veuve du défunt afin de tuer ses assassins. Étant très dévoué envers Sun Yi, il jura de venger sa mort et avec Sun Gao, il assassina les deux criminels dans un complot monté par la veuve. Sun Quan le récompensa ensuite en le faisant Commandant de Garnison et le nomma responsable du district de Danyang.